# Giải phóng Sài Gòn (phim)
Giải phóng Sài Gòn là một bộ phim điện ảnh Việt Nam, công chiếu năm 2005. Phim được Hãng phim Giải Phóng sản xuất nhằm kỷ niệm sự kiện 30 tháng 4 năm 1975. Phim sản xuất dựa trên tác phẩm Sài Gòn - Bản hùng ca của nhà văn Hoàng Hà nhưng có lược bớt một số đoạn. Phim được đầu tư 12,5 tỷ VND và sản xuất trong thời gian dài kỷ lục là 13 năm. Phim được công chiếu lần đầu nhân kỷ niệm 30 năm sự kiện 30 tháng 4 (30/4/1975 - 30/4/2005) và được công chiếu hằng năm vào dịp này.

## Nội dung
Phim tái hiện một số sự kiện lịch sử chính trong quá trình quân Giải phóng tiến vào thành phố Sài Gòn. Bắt đầu từ trận tấn công giải phóng Buôn Ma Thuột, khiến Việt Nam Cộng hòa phải cầu viện quân sự của Hoa Kỳ, đồng thời tìm cách cố giữ Huế và Đà Nẵng, đến trận đánh chiếm ngã ba Dầu Giây nhằm chiếm Xuân Lộc, mở cánh cửa phía Đông để tiến vào Sài Gòn, rồi những trận pháo làm tê liệt sân bay quân sự Biên Hòa và Tân Sơn Nhất, đến việc Hoa Kỳ buộc Tổng thống Nguyễn Văn Thiệu từ chức để lập nội các mới do Dương Văn Minh đứng đầu, đến sự kiện quân đội Hoa Kỳ sơ tán khỏi Sài Gòn bằng trực thăng. Bao trùm lên tất cả những sự kiện này là kế hoạch của Bộ Chỉ huy Chiến dịch Hồ Chí Minh: tiến vào Sài Gòn bằng 5 mũi, chiếm 5 vị trí trọng yếu nhất, phối hợp với lực lượng biệt động trong thành phố, tiến thẳng vào dinh lũy cuối cùng của Việt Nam Cộng hòa, buộc Tổng thống Dương Văn Minh phải đầu hàng vô điều kiện mà Sài Gòn vẫn còn nguyên vẹn.

## Thành viên sản xuất tiêu biểu
- Biên tập: Tiến sĩ Trần Trọng Đăng Đàn, NSND Trần Thế Dân, Nguyễn Thị Hồng Ngát, Lê Ngọc Minh.
- Họa sĩ: NSƯT Nguyễn Ngọc Tuân, NSND Nguyễn Dân Nam, Nguyễn Quang Dụ.
- Âm thanh: Nguyễn Huy Căn.
- Dựng âm thanh: NSND Bành Bắc Hải, Kỹ sư Nguyễn Thái Vũ.
- Chủ nhiệm: Vũ Văn Nha.
- Ban điều hành: Đào Duy Quát, NSND Nguyễn Trung Kiên, Lưu Trọng Hồng, Nguyễn Thị Hồng Ngát, Phan Đình Thanh.
- Cố vấn lịch sử nghệ thuật và kỹ thuật: Trần Bạch Đằng, NSND Trần Thế Dân, NSND Đặng Nhật Minh, Nguyễn Kim Cương.
- Cố vấn quân sự: Các thượng tướng Lê Văn Dũng, NGND Hoàng Minh Thảo, trung tướng Phạm Xuân Thệ, các thiếu tướng Đoàn Dũng, Hoàng Sinh Hưởng, đại tá Đỗ Khiêm, Bẩy Ước.
- Phó đạo diễn: NSƯT Bùi Tuấn Dũng
- Nhạc trưởng chỉ huy: NSND Cao Việt Bách

## Diễn viên
- NSƯT Hà Văn Trọng vai Tổng bí thư Lê Duẩn
- NSƯT Khương Đức Thuận vai Đại tướng Võ Nguyên Giáp
- NSND Hoàng Quân Tạo vai Phạm Hùng - Bí thư Trung ương Cục Miền Nam
- Dương Trọng Hiếu vai Lê Đức Thọ - Đặc phái viên Bộ chính trị
- Nguyễn Sỹ Hiển vai Đại tướng Văn Tiến Dũng
- Bùi Đức Hùy vai Thượng tướng Trần Văn Trà
- NSƯT Hồ Tháp vai Trung tướng Lê Trọng Tấn
- NSƯT Tiến Hợi vai Mười Cúc (Nguyễn Văn Linh) - Phó bí thư Trung ương Cục Miền Nam
- Nguyễn Hữu Phước vai Sáu Dân (Võ Văn Kiệt) - Thường vụ Trung ương Cục Miền Nam
- Minh Hoàng vai Sư trưởng Trần Du
- NSƯT Lan Hương vai Bảy Lương
- NGƯT Mạnh Dung vai Bác Tám
- Hùng Phương vai Trung đoàn phó Phạm Xuân Thệ
- Bùi Ngọc Thảo vai Trần Bình
- Thanh Thúy vai Út Liên
- Quốc Thảo vai Đinh Văn Đệ - Chủ tịch Ủy ban Quốc phòng Hạ viện
- NSƯT Phạm Cường vai Luật sư Triệu Quốc Mạnh
- Tấn Thành vai Chuẩn tướng Nguyễn Hữu Hạnh
- Hoàng Trí Phúc vai Tổng thống Dương Văn Minh
- NSƯT Hứa Thành Hội vai Tổng thống Nguyễn Văn Thiệu
- Ratsencop vai Đại sứ Graham Martin
- Tom Du Can vai Đại tướng Frederick Carlton Weyand
- Mark Procter vai Nhà báo Frank Snepp - Nhân viên CIA
- Ré Dé vai Polgar - Trưởng tình báo CIA phân bộ Sài Gòn
- Quang Đại vai Tướng Lê Minh Đảo
- NSƯT Hai Nhất vai Trung tá Ngụy

NSND Thụy Vân, Trung Dũng, Trương Ngọc Ánh và nhiều diễn viên khác.

## Ca khúc sử dụng trong phim
- Tiến về Sài Gòn (Lưu Hữu Phước)
- Năm anh em trên một chiếc xe tăng (Doãn Nho)

Phần âm nhạc do Dàn nhạc Đài tiếng nói Việt Nam và dàn nhạc Giao hưởng Nhạc viện Hà Nội đảm nhận.